# Châtillon-en-Dunois
Châtillon-en-Dunois är en kommun i departementet Eure-et-Loir i regionen Centre-Val de Loire strax norr om centrala Frankrike. Kommunen ligger i kantonen Cloyes-sur-le-Loir som tillhör arrondissementet Châteaudun. År 2018 hade Châtillon-en-Dunois 834 invånare.

## Befolkningsutveckling
Antalet invånare i kommunen Châtillon-en-Dunois
Referens:INSEE